# レムコ＝ルシン人民共和国

レムコ＝ルシン人民共和国
Ruska Narodna Respublika Lemkiv

レムコ＝ルシン人民共和国（レムコ＝ルシンじんみんきょうわこく、レムコ語: Ruska Narodna Respublika Lemkiv）は、第一次世界大戦後の1918年にオーストリア＝ハンガリー帝国から独立した国家である。単にレムコ＝ルシン共和国、レムコ共和国とも呼ばれる。
この国家は、1918年11月から翌年1月23日までレムクィウシチナ (uk) 東部に存在した親ウクライナ派の短命国家、コマンチャ共和国と混同されることがある。

## 歴史

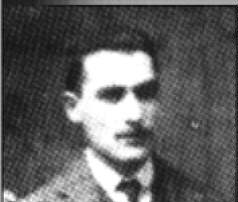
ヤロスラフ・カルマンチク

1918年12月5日、現在のポーランド南東部に位置するフロリンカ村 (pl) を中心にして創設された。この国家は親ロシア主義に基いて西ウクライナ人民共和国との連帯を拒否し、ロシアの民主主義勢力と接近した。しかしロシアとの連合が破綻したため、今度はチェコスロヴァキアの自治州としてカルパティア・ルテニアに加わることを試みた。だがこの試みはカルパティア・ルテニア知事のグリゴリー・ジャトコヴィチによって拒否された。
中央国民評議会は大統領のヤロスラフ・カチマルチクによって指導されていたが、1920年3月にポーランド政府によって解体された。その後、サン＝ジェルマン条約とポーランド・ソビエト・リガ平和条約によりガリツィアのサン川西岸がポーランドに割譲されたことで、国家は完全に消滅した。

## 布告
1918年12月5日の布告において共和国政府は次のように述べた。
「我々ルシン人は、南ガリツィアのノヴィ・タルク、ノヴィ・ソンチ、グリブフ、ゴルリッツ、ヤスウォ、クロスノ、サノツキなどの小さな集落に住んでいる。しかし我々はポーランド国家に組み込まれることを望まない。我々が望むのはスピシュ、シャリシュ、ゼムプリンに住むルシンの同胞たちと地理的、民族的に不可分な運命共同体を形成することである」